# 吹田市立第五中学校
吹田市立第五中学校（すいたしりつ だいごちゅうがっこう）は、大阪府吹田市幸町にある公立中学校。吹田市立第三中学校の分校として1961年に設置され、翌1962年に独立校となった。

## 沿革
- 1961年4月1日 - 吹田市立第三中学校の分校として、現在地に設置。
- 1962年4月1日 - 独立校となり、吹田市立第五中学校として発足。
- 1964年
  - 1月23日 - 校歌制定。
  - 3月5日 - 校旗制定。
- 1968年6月12日 - プール竣工。
- 1991年2月 - コンピュータ設置。

## 通学区域
- 吹田市立吹田東小学校と吹田市立吹田第三小学校の通学区域。

吹田市 昭和町、高城町、末広町、日の出町、内本町3丁目（一部）、朝日町（一部）、高浜町（一部）、南高浜町（一部）、川園町、吹東町、幸町、南正雀、平松町、目俵町。

## 著名な出身者
- 秋田道夫 - プロダクトデザイナー
- 石橋保 - 俳優
- 矢部浩之 - お笑いタレント（ナインティナイン）
- 植野行雄 - お笑いタレント（デニス）
- ちゃあ - ミュージシャン(ソウルズ)

## 交通
- 東海道本線（JR京都線） 岸辺駅 南西へ約1.3km。
- 阪急京都線 正雀駅 南西へ約1.5km。
- 阪急バス 吹田東小学校前バス停。